# Parmotrema fragilescens
Parmotrema fragilescens är en lavart som beskrevs av Krog. Parmotrema fragilescens ingår i släktet Parmotrema och familjen Parmeliaceae.   Inga underarter finns listade i Catalogue of Life.